# 伯靈頓鎮區 (印地安納州卡洛爾縣)
伯靈頓鎮區（英語：Burlington Township）是位於美國印地安納州卡洛爾縣的一個行政鎮區。

## 地方資料
根據2010年美國人口普查的數據，伯靈頓鎮區的面積為75.50平方千米，當中陸地面積為75.50平方千米，而水域面積為0.00平方千米。當地共有人口1742人，而人口密度為每平方千米23.07人。